# Rimou
Rimou (bret. Rivoù) – miejscowość i gmina we Francji, w regionie Bretania, w departamencie Ille-et-Vilaine.
Według danych na rok 1990 gminę zamieszkiwało 351 osób, a gęstość zaludnienia wynosiła 26 osób/km² (wśród 1269 gmin Bretanii Rimou plasuje się na 918. miejscu pod względem liczby ludności, natomiast pod względem powierzchni na miejscu 720.).